# Olba (Hiszpania)
Olba – gmina w Hiszpanii, w prowincji Teruel, w Aragonii, o powierzchni 20,99 km². W 2011 roku gmina liczyła 249 mieszkańców.